# Neserigone
Neserigone es un género de arañas araneomorfas de la familia Linyphiidae. Se encuentra en Rusia asiática y Japón.

## Lista de especies
Según The World Spider Catalog 12.0:
- Neserigone basarukini Eskov, 1992
- Neserigone nigriterminorum (Oi, 1960)
- Neserigone torquipalpis (Oi, 1960)